# 石田乙五郎
石田 乙五郎（いしだ　おとごろう、1892年（明治25年）1月18日 - 1977年（昭和52年）3月7日）は、日本の陸軍軍人。最終階級は中将。憲兵司令部本部長。戦後、A級戦犯として逮捕された。

## 経歴
広島県に生まれ、東京帝国大学政治学科を卒業。
1913年、陸軍士官学校（25期）を卒業して陸軍少尉となる。
1930年、牛込憲兵分隊長、1935年、羅南憲兵隊長 となる。 1938年、陸軍大佐となり、支那駐屯憲兵隊警務部長に就任。
1941年、台湾憲兵隊長、1942年、陸軍少将・台湾憲兵隊司令官となる。1944年、陸軍憲兵学校長、憲兵司令部本部長となる。1945年4月30日、陸軍中将となる。
1945年8月15日、終戦の日に大阪憲兵隊に留置されていた米軍捕虜搭乗員5人が真田山墓地で2人が斬首、3人が銃殺され、埋められる。同年12月、連合国より第三次戦犯指名され、A級戦犯として逮捕され収監。1947年（昭和22年）11月28日、公職追放仮指定を受けた。
1977年3月7日、老衰のため広島市広島赤十字病院にて死去。85歳。

## 栄典
位階
- 1914年（大正3年）3月20日 - 正八位[3]